# Теорема Вейерштрасса — Стоуна
Теорема Вейерштра́сса — Стоуна — утверждение о возможности представления любой непрерывной функции на хаусдорфовом компакте пределом равномерно сходящейся последовательности непрерывных функций особого класса — алгебры Стоуна.
Первоначально сформулирована и доказана Карлом Вейерштрассом в 1885 году для непрерывных на отрезке вещественной прямой функций, устанавливая возможность их равномерно приблизить последовательностью многочленов. В 1937 году Маршалл Стоун существенно обобщил результат, распространив результат на функции, непрерывные на произвольном T2-отделимом компактном пространстве, образующие кольцо, а в качестве равномерно сходящихся последовательностей функций вместо многочленов — функции из специфичного подкласса непрерывных функций, образующего подкольцо.
Позднее найдены и другие обобщения результата.

## Теорема Вейерштрасса
Пусть {\displaystyle f} — непрерывная функция, определённая на отрезке {\displaystyle [a,b]}. Тогда для любого {\displaystyle \varepsilon >0} существует такой многочлен {\displaystyle p} с вещественными коэффициентами, что для всех {\displaystyle x} из {\displaystyle [a,\;b]} одновременно выполнено условие {\displaystyle |f(x)-p(x)|<\varepsilon }.
Если {\displaystyle f(x)} непрерывна на круге (периодична), то утверждение верно и для тригонометрических многочленов.
Теорема справедлива и для комплекснозначных функций, но тогда коэффициенты полинома {\displaystyle p} следует считать комплексными числами и к полиномам следует добавить их комплексные сопряжения.

### Схема доказательства Вейерштрасса
Теорема была установлена Карлом Вейерштрассом в 1885 году как следствие более общего утверждения: для вещественной непрерывной на {\displaystyle \mathbb {R} } ограниченной функции {\displaystyle f} и четной положительной функции {\displaystyle \psi } со сходящимся интегралом
{\displaystyle \int \limits _{-\infty }^{\infty }\psi (x)dx}
при всех {\displaystyle x\in \mathbb {R} } имеет место равенство
{\displaystyle f(x)=\lim \limits _{k\to 0}{\frac {1}{2k\omega }}\int \limits _{-\infty }^{\infty }\psi \left({\frac {x-y}{k}}\right)f(y)dy}.
Из прямого доказательства сразу следует, что предел не только существует и равен {\displaystyle f(x)}, но и что сходимость равномерная по {\displaystyle x}, меняющемся на любом конечном отрезке.
В случае, когда {\displaystyle \psi (x)=e^{-x^{2}}}, каждая функция из семейства:
{\displaystyle F_{k}(x)={\frac {1}{2k\omega }}\int \limits _{-\infty }^{\infty }\psi \left({\frac {x-y}{k}}\right)f(y)dy,\ k>0,}
вполне определена при всех комплексных {\displaystyle x} и является целой. Поэтому её можно равномерно в круге любого радиуса приблизить полиномами (теорема Абеля). Отсюда сразу следует, что любую непрерывную функцию {\displaystyle f(x)} можно равномерно приблизить многочленами на любом конечном интервале.
Если к тому же {\displaystyle f(x)} — периодическая функция с периодом {\displaystyle T}, то функции {\displaystyle F_{k}(x)} являются целыми периодическими функциями. Но тогда:
{\displaystyle F_{k}\left({\frac {T}{2\pi i}}\ln z\right)}
является однозначной и голоморфной функцией в области {\displaystyle z\not =0} и, следовательно, разлагается в ряд Лорана:
{\displaystyle F_{k}=\sum \limits _{n=-\infty }^{\infty }c_{n}z^{n}=\sum \limits _{n=-\infty }^{\infty }c_{n}\exp {\left({\frac {2\pi }{T}}inx\right)}},
поэтому {\displaystyle F_{k}(x)}, а значит и {\displaystyle f(x)} можно приблизить тригонометрическими многочленами.

### Значение результата Вейерштрасса
В середине XIX века представление о функции как аналитическом выражении казалось полностью изжившим себя, а формирующийся на базе интегрального и дифференциального исчисления анализ занимался произвольными функциями, так, Герман Ханкель особо отмечал: «о функции {\displaystyle y} от {\displaystyle x} говорят, когда каждому значению переменной {\displaystyle x}, [лежащей] внутри некоторого интервала, соответствует определенное значение {\displaystyle y}; при этом не существенно, зависит ли {\displaystyle y} от {\displaystyle x} во всем интервале по одному закону, и может ли эта зависимость быть выраженной при помощи математических операций», подчёркивая, что не всякая функция может быть представлена при помощи аналитического выражения. В ответ на это Вейерштрасс и написал работу «Об аналитическом представлении так называемых произвольных функций», в которой было показано, что произвольная непрерывная функция есть предел многочленов. В дальнейшем выяснилось, что и самые «патологические» функции, например, функция Дирихле, допускают такого рода представления, но лишь с большим числом предельных переходов.

### Топологические следствия
Согласно теореме Вейерштрасса пространство непрерывных вещественно- или комплекснозначных функций на отрезке с равномерной нормой сепарабельно: пространство многочленов с рациональными или комплексно-рациональными коэффициентами является требуемым счётным всюду плотным подпространством.

## Обобщение Стоуна
В 1935 году Стоун доказал, что всякую функцию из кольца {\displaystyle C(K)} непрерывных на хаусдорфовом компакте {\displaystyle K} вещественнозначных функций можно равномерно приблизить функциями специального класса — составляющими алгебру Стоуна, то есть любая алгебра Стоуна {\displaystyle C_{0}} является всюду плотной в пространстве непрерывных функций на компакте: {\displaystyle {\overline {C_{0}}}=C(K)}. В качестве нормы равномерной сходимости на {\displaystyle C(K)} берётся {\displaystyle \|f\|=\max \limits _{x\in K}|f(x)|}, а алгебра Стоуна определяется как подалгебра {\displaystyle C_{0}\subseteq C(K)}, элементы которой разделяют точки {\displaystyle K}.
Более точно, алгебра Стоуна {\displaystyle C_{0}} — это множество функций из кольца {\displaystyle C(K)}, удовлетворяющее следующим условиям:
1. вместе с любыми её элементами {\displaystyle f,g\in C_{0}} в алгебру Стоуна входят элементы: {\displaystyle cf} ({\displaystyle c\in \mathbb {R} }), {\displaystyle f+g}, {\displaystyle fg};
2. алгебра Стоуна содержит постоянную функцию {\displaystyle 1};
3. для каждой пары различных точек {\displaystyle x_{1},x_{2}\in K} найдётся хотя бы одна функция {\displaystyle f\in C_{0},} такая, что {\displaystyle f(x_{1})\neq f(x_{2})}.

## Дальнейшие обобщения
Существует серия обобщений теоремы Вейерштрасса — Стоуна в различных направлениях. Например, по теореме Мергеляна всякую функцию, непрерывную на всяком компакте со связным дополнением на комплексной плоскости и голоморфную в его внутренних точках можно равномерно приблизить комплексными многочленами. Также были найдены обобщения, позволяющие вместо хаусдорфова компакта рассматривать функции, непрерывные на произвольном тихоновском пространстве.